# Anton Ohorn
Anton Joseph Ohorn, född den 22 juli 1846 i Theresienstadt, död den 1 juli 1924 i Chemnitz, var en tysk författare.
Ohorn var först premonstratensmunk, studerade teologi och filosofi, gick 1872 över till protestantismen, valde lärarbanan och blev 1877 lärare i litteratur vid Gewerbeakademie i Chemnitz. Han utgav många ungdomsskrifter, folkberättelser — bland annat Der Klosterzögling (1875) — och dramatiska arbeten, av vilka munkdramat Die Brüder von St. Bernhard (1904) gjorde stor lycka på tyska scener.